# Інститут електроніки та комунікації Японії
Інститут електроніки, інформації та комунікації інженерів Японії (The Institute of Electronics, Information and Communication Engineers of JAPAN) - це товариство , яке займається трьома галузями електроніки, інформації та зв’язку. Абревіатура IEICE.
Академічна дослідницька організація, пов’язана з Науковою радою Японії. Секретаріат організації знаходиться в будівлі Kikai Shinko Kaikan поблизу Токійської вежі.
Це почалося в 1911 році (Meiji 44), коли була створена дослідницька група другого відділу в рамках другого відділу лабораторії електричних випробувань Міністерства зв'язку . 
Згодом він став Групою вивчення телеграфу та телефону (1914), Інститутом телеграфу та телефону (1917), Інститутом інженерів електротехніки (1937) та Інститутом інженерів електроніки та зв’язку (1967), перш ніж стати Інститутом інженерів електроніки, інформації та зв’язку в 1987 році .
Станом на кінець березня 2017 року це велике академічне товариство з 24 816 постійними членами, включаючи почесних членів, 4 517 членів-студентів, 294 спеціальних організацій-членів і 124 організацій-членів підтримки.
Інститут інженерів електроніки, інформації та зв’язку є одним із шести товариств електротехніки разом із Інститутом інженерів електротехніки Японії, Товариством обробки інформації Японії, Інститутом світлотехніки Японії , Японським товариством прикладної фізики та Інститутом інженерів зображення та телебачення. У деяких випадках існують взаємно еквівалентні домовленості щодо членських переваг, таких як плата за участь у заходах тощо.
Інститут інженерів електроніки, інформації та зв’язку надає систему пошуку літератури під назвою IEICE knowledge Discovery (I-Scover), яка дозволяє користувачам шукати статті з журналів Інституту, дослідницьких семінарів тощо.

## Журнал
Щомісяця Товариство публікує журнал Інституту інженерів електроніки, інформації та зв'язку та розсилає його членам.
Крім того, він публікує такі журнали: Fundamentals Review, Communications Society Magazine B-Plus, Information and Systems Society Magazine, IEICE Transactions, NOLTA, ComEx та ELEX. [ 1 ]
Академічні дослідження
Генеральна конференція
Загальний турнір проводиться щороку протягом чотирьох днів у березні.